# Сапанівська сільська рада
Са́панівська сільська́ ра́да — адміністративно-територіальна одиниця та орган місцевого самоврядування у Кременецькому районі Тернопільської області. Адміністративний центр — село Сапанів.

## Загальні відомості
- Територія ради: 21,31 км²
- Населення ради: 1 656 осіб (станом на 2001 рік)

## Населені пункти
Сільській раді підпорядковані населені пункти:
- с. Сапанів

## Склад ради
Рада складається з 16 депутатів та голови.
- Голова ради: Іванюк Іван Дмитрович
- Секретар ради: Петручок Оксана Миколаївна

### Керівний склад попередніх скликань
| Прізвище, ім'я, по батькові | Основні відомості                                                                       | Дата обрання | Дата звільнення |
| --------------------------- | --------------------------------------------------------------------------------------- | ------------ | --------------- |
| Лещук Анатолій Павлович     | Сільський голова, 1966 року народження, безпартійний                                    | 26.03.2006   | 31.10.2010      |
| Іванюк Іван Дмитрович       | Сільський голова, 1956 року народження, освіта середня спеціальна, член Народної партії | 31.10.2010   |                 |

Примітка: таблиця складена за даними сайту Верховної Ради України

### Депутати
За результатами місцевих виборів 2010 року депутатами ради стали:

#### За суб'єктами висування
| Суб'єкт висування | Кількість обраних депутатів | %    |
| ----------------- | --------------------------- | ---- |
| Самовисування     | 13                          | 81,3 |
| Народна партія    | 3                           | 18,8 |

#### За округами
| № округу       | Прізвище, ім'я, по батькові      | Дата визнання обраним | Освіта  | Партійна приналежність                | Відомості про обраного депутата                                          |
| -------------- | -------------------------------- | --------------------- | ------- | ------------------------------------- | ------------------------------------------------------------------------ |
| Народна Партія |                                  |                       |         |                                       |                                                                          |
| 5              | Іванюк Сергій Федорович          | 04.11.2010            | середня | член Народної партії                  | КП "Містквод-госп, оператор                                              |
| 9              | Іванюк Людмила Володимирівна     | 04.11.2010            | вища    | член Народної партії                  | Сапанівська загальноосвітня школа, вчитель                               |
| 16             | Гордійчук Анатолій Володимирович | 04.11.2010            | середня | член Народної партії                  | ТОВ «Агроімпекс», нач. Цеху                                              |
| Самовисування  |                                  |                       |         |                                       |                                                                          |
| 1              | Остапчук Валентина Василівна     | 04.11.2010            | вища    | позапартійна                          | Сапанівська сільська рада, гол. Бухгалтер                                |
| 2              | Штука Василь Андрійович          | 04.11.2010            | вища    | позапартійний                         | ТОВ «Мікоген-Україна», гол. Агроном                                      |
| 3              | Петручок Володимир Андрійович    | 04.11.2010            | вища    | позапартійний                         | Свято-Покровський храм, настоятель                                       |
| 4              | Василюк Володимир Петрович       | 04.11.2010            | середня | член Політичної партії «Наша Україна» | Амбулаторія загальної практики — сімейної медицини с. Сапанів, медсестра |
| 6              | Остапчук Михайло Васильович      | 04.11.2010            | середня | позапартійний                         | ТДВ «Кременецьке молоко», сировар                                        |
| 7              | Василюк Валерій Андрійович       | 04.11.2010            | вища    | член Партії регіонів                  | Тернопільська РФЦ ДЗК, нач. Відділу                                      |
| 8              | Скоропляс Галина Григорівна      | 04.11.2010            | середня | позапартійна                          | ПП «Скоропляс Т. П.», продавець                                          |
| 10             | Крисевич Мирослава Володимирівна | 04.11.2010            | вища    | позапартійна                          | Санівська загальноосвітня школа, вчитель                                 |
| 11             | Скакальська Лідія Олександрівна  | 04.11.2010            | середня | позапартійна                          | пенсіонер                                                                |
| 12             | Петручок Оксана Миколаївна       | 04.11.2010            | вища    | позапартійна                          | тимчасово не працює                                                      |
| 13             | Штука Оксана Дмитрівна           | 04.11.2010            | середня | позапартійна                          | Сапанівська сільська рада, спеціаліст землевпоря-ник                     |
| 14             | Медведєв Олег Миколайович        | 04.11.2010            | середня | член Партії регіонів                  | тимчасово не працює                                                      |
| 15             | Іванюк Лілія Ростиславівна       | 04.11.2010            | вища    | позапартійна                          | Кременецька школа мистецтв, вчитель                                      |